# Tazewell County (Illinois)
Das Tazewell County ist ein County im US-Bundesstaat Illinois. Bei der Volkszählung im Jahr 2010 hatte das County 135.394 Einwohner und eine Bevölkerungsdichte von 80,5 Einwohnern pro Quadratkilometer. Der Verwaltungssitz (County Seat) ist Pekin, das nach der chinesischen Hauptstadt Peking benannt ist.

## Geografie
Das County liegt nordwestlich des geografischen Zentrum von Illinois am linken Ufer des Illinois River. Es hat eine Fläche von 1704 Quadratkilometern, wovon 23 Quadratkilometer Wasserfläche sind. An das Tazewell County grenzen folgende Nachbarcountys:
| Peoria County | Woodford County |               |
| Fulton County |                 | McLean County |
| Mason County  | Logan County    |               |

## Geschichte

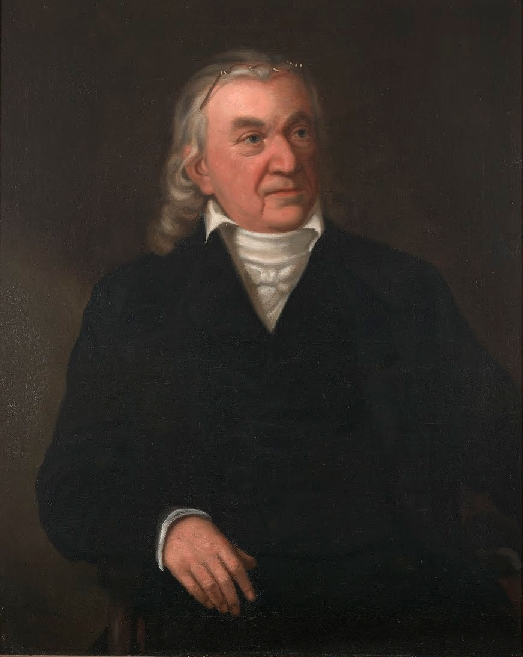
L. W. Tazewell

Das Tazewell County wurde am 31. Januar 1827 aus Teilen des Peoria Countys und des Fayette Countys gebildet. Benannt wurde es nach Littleton Waller Tazewell, einem Juristen, Delegierten von Virginia, US-Senator und 27. Gouverneur des Commonwealth of Virginia.

Der erste weiße Siedler dürfte 1680 Robert Cavelier de La Salle gewesen sein, der hier mit 33 weiteren Personen im Januar am Ostufer des Illinois River an Land ging und ein kleines Camp nahe der heutigen Stadt Pekin baute, damit die Gruppe überwintern konnte.

### Territoriale Entwicklung

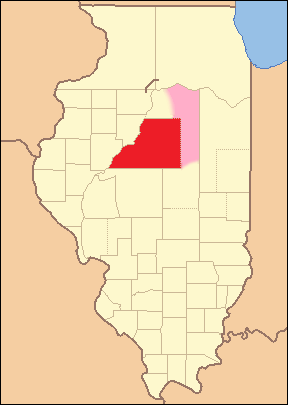
Das Tazewell County von seiner Gründung im Jahr 1827 bis 1829
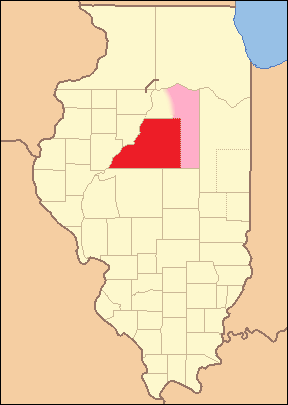
1829 bis 1830
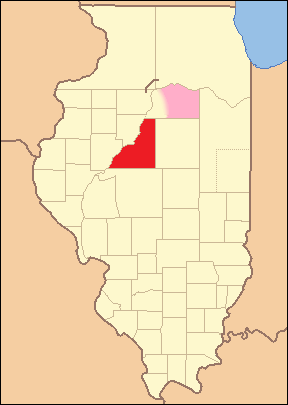
1830 bis 1831
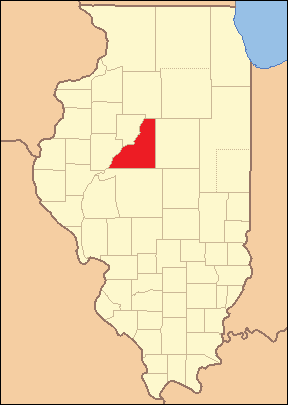
1831 bis 1841
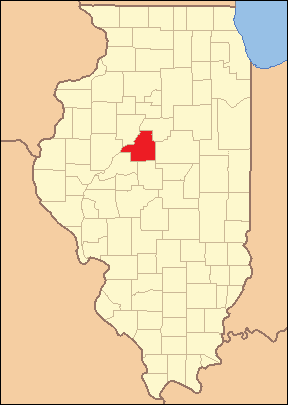
1841 bis heute

## Demografische Daten
Nach der Volkszählung im Jahr 2010 lebten im Tazewell County 135.394 Menschen in 53.727 Haushalten. Die Bevölkerungsdichte betrug 80,5 Einwohner pro Quadratkilometer. In den 53.727 Haushalten lebten statistisch je 2,43 Personen.
Ethnisch betrachtet setzte sich die Bevölkerung zusammen aus 96,2 Prozent Weißen, 1,0 Prozent Afroamerikanern, 0,3 Prozent amerikanischen Ureinwohnern, 0,7 Prozent Asiaten sowie aus anderen ethnischen Gruppen; 1,3 Prozent stammten von zwei oder mehr Ethnien ab. Unabhängig von der ethnischen Zugehörigkeit waren 1,9 Prozent der Bevölkerung spanischer oder lateinamerikanischer Abstammung.
23,5 Prozent der Bevölkerung waren unter 18 Jahre alt, 60,9 Prozent waren zwischen 18 und 64 und 15,6 Prozent waren 65 Jahre oder älter. 50,7 Prozent der Bevölkerung war weiblich.

Das jährliche Durchschnittseinkommen eines Haushalts lag bei 54.232 USD. Das Prokopfeinkommen betrug 27.036 USD. 7,9 Prozent der Einwohner lebten unterhalb der Armutsgrenze.

## Ortschaften im Tazewell County
Citys
| - Delavan - East Peoria - Marquette Heights | - Pekin1 - Washington |

Villages
| - Armington - Creve Coeur - Deer Creek2 - Goodfield2 | - Green Valley - Hopedale - Mackinaw - Minier | - Morton - North Pekin - South Pekin - Tremont |

Unincorporated Communities
| - Allentown - Bayview Gardens - Beverly Manor - Burt - Cooper - Grand Oaks | - Groveland - Heritage Lake - Lilly - Mayfair - Midway - Normandale | - Northern Oaks - Ossami Lake - Pekin Heights - Pekin Mall - Robein - Schaeferville | - Sunnyland - Sutter - Towne Oaks - Whispering Oaks |

1 – zu einem kleinen Teil im Peoria County

2 – teilweise im Woodford County

## Gliederung
Das Tazewell County ist in 19 Townships eingeteilt:
| Township            | Einwohner (2010) | FIPS     |
| ------------------- | ---------------- | -------- |
| Boynton Township    | 275              | 17-07627 |
| Cincinnati Township | 9.506            | 17-14403 |
| Deer Creek Township | 1.383            | 17-18953 |
| Delavan Township    | 2.061            | 17-19239 |
| Dillon Township     | 1.000            | 17-19941 |
| Elm Grove Township  | 3.093            | 17-23607 |
| Fondulac Township   | 13.381           | 17-26636 |
| Groveland Township  | 19.526           | 17-31940 |
| Hittle Township     | 591              | 17-35359 |
| Hopedale Township   | 1.913            | 17-36139 |

| Township                 | Einwohner (2010) | FIPS     |
| ------------------------ | ---------------- | -------- |
| Little Mackinaw Township | 1.575            | 17-44017 |
| Mackinaw Township        | 4.454            | 17-45792 |
| Malone Township          | 220              | 17-46266 |
| Morton Township          | 17.036           | 17-50634 |
| Pekin Township           | 29.807           | 17-58460 |
| Sand Prairie Township    | 1.441            | 17-67483 |
| Spring Lake Township     | 1.887            | 17-72130 |
| Tremont Township         | 2.641            | 17-75978 |
| Washington Township      | 23.604           | 17-79046 |
|                          |                  |          |